# Ржавчицька сільська рада
Ржа́вчицька сільська́ ра́да — адміністративно-територіальна одиниця та орган місцевого самоврядування в Первомайському районі Харківської області. Адміністративний центр — село Ржавчик.

## Загальні відомості
Ржавчицька сільська рада утворена в 1992 році.
- Територія ради: 51,36 км²
- Населення ради: 841 особа (станом на 2001 рік)
- Територією ради протікає річка Орілька.

## Населені пункти
Сільській раді підпорядковані населені пункти:
- с. Ржавчик
- с. Радомислівка

## Склад ради
Рада складається з 12 депутатів та голови.
- Голова ради: Панкратова Юлія Володимирівна
- Секретар ради: Затварська Наталія Вікторівна

### Керівний склад попередніх скликань
| Прізвище, ім'я, по батькові   | Основні відомості                                                 | Дата обрання | Дата звільнення |
| ----------------------------- | ----------------------------------------------------------------- | ------------ | --------------- |
| Панкратова Юлія Володимирівна | Сільський голова, 1972 року народження, освіта вища, позапартійна | 26.03.2006   | 31.10.2010      |
| Панкратова Юлія Володимирівна | Сільський голова, 1972 року народження, освіта вища, позапартійна | 31.10.2010   |                 |

Примітка: таблиця складена за даними сайту Верховної Ради України

### Депутати
За результатами місцевих виборів 2010 року депутатами ради стали:

#### За суб'єктами висування
| Суб'єкт висування                                       | Кількість обраних депутатів | %    |
| ------------------------------------------------------- | --------------------------- | ---- |
| Партія регіонів                                         | 5                           | 41,7 |
| Політична партія Всеукраїнське об'єднання «Батьківщина» | 5                           | 41,7 |
| Комуністична партія України                             | 1                           | 8,3  |
| Самовисування                                           | 1                           | 8,3  |

#### За округами
| № округу                                                | Прізвище, ім'я, по батькові   | Дата визнання обраним | Освіта  | Партійна приналежність                        | Відомості про обраного депутата          |
| ------------------------------------------------------- | ----------------------------- | --------------------- | ------- | --------------------------------------------- | ---------------------------------------- |
| Комуністична партія України                             |                               |                       |         |                                               |                                          |
| 10                                                      | Бакай Григорій Петрович       | 01.11.2010            | середня | член Комуністичної партії України             | пенсіонер                                |
| Партія регіонів                                         |                               |                       |         |                                               |                                          |
| 1                                                       | Клименко Юрій Миколайович     | 01.11.2010            | вища    | член Партії регіонів                          | фермерське господарство «Ганна», агроном |
| 3                                                       | Зозуля Олександр Валерійович  | 01.11.2010            | середня | член Партії регіонів                          | тимчасово не працює                      |
| 9                                                       | Афанасьєв Валерій Вікторович  | 01.11.2010            | вища    | член Партії регіонів                          | Ржавчицька сільська рада, спеціаліст     |
| 11                                                      | Марченко Валентина Тимофіївна | 01.11.2010            | вища    | член Партії регіонів                          | пенсіонер                                |
| 12                                                      | Затварська Наталія Вікторівна | 01.11.2010            | вища    | член Партії регіонів                          | Ржавчицька сільська рада, секретар       |
| Політична партія Всеукраїнське об'єднання «Батьківщина» |                               |                       |         |                                               |                                          |
| 2                                                       | Бакшеєва Тетяна Володимирівна | 01.11.2010            | вища    | позапартійна                                  | СТОВ «Ржавчик», бухгалтер                |
| 4                                                       | Курман Роман Миколайович      | 01.11.2010            | вища    | позапартійний                                 | СТОВ "Ржавчик, обліковець                |
| 5                                                       | Чумак Юрій Володимирович      | 01.11.2010            | вища    | позапартійний                                 | СТОВ "Ржавчик, механізатор               |
| 7                                                       | Чумак Віталій Вікторович      | 01.11.2010            | вища    | член Всеукраїнського об'єднання «Батьківщина» | СТОВ «Ржавчик», інженер                  |
| 8                                                       | Михайлов Віктор Миколайович   | 01.11.2010            | вища    | позапартійний                                 | СТОВ «Ржавчик», агроном                  |
| Самовисування                                           |                               |                       |         |                                               |                                          |
| 6                                                       | Колєсник Микола Володимирович | 01.11.2010            | вища    | позапартійний                                 | СТОВ "Ржавчик, головний інженер          |